# Beta del Triangle Austral
Beta del Triangle Austral (β Trianguli Australis), ocasionalment anomenat Betria, és el segon estel més brillant de la constel·lació del Triangle Austral —després d'Atria (α Trianguli Australis)— amb magnitud aparent +2,83. Es troba relativament proper al Sistema Solar, a una distància de 40 anys llum.
Encara que catalogada de vegades com a gegant o subgegant, Beta del Triangle Austral es troba a mig camí en la seva etapa com a estel de la seqüència principal. De tipus espectral F1V i 7220 K de temperatura, brilla amb una lluminositat 8,5 vegades major que la del Sol. Té un diàmetre un 90 % més gran que el diàmetre solar i gira sobre si mateixa amb una velocitat de rotació no inferior a 92 km/s, sent el seu període de rotació inferior a 1 dia. La seva massa s'estima en 1,65 masses solars.
L'anàlisi elemental de Beta del Triangle Austral mostra diferències significatives en comparar-lo amb el del Sol. D'una banda, l'oxigen és aparentment «sobreabundós» ([O/H] = +0,11), el mateix que succeeix en el cas de vanadi i cobalt ([Co/H] = +0,45). Especialment notable és el cas de l'europi, cinc vegades més abundant que en el Sol. Però en general molts elements —entre ells sodi i calci— tenen valors comparables als del Sol i, de fet, les abundàncies relatives de la major part dels elements estan per sota dels valors solars. Això s'observa per a níquel, crom, ferro, manganès i zinc; en aquest últim cas el seu contingut és menys d'un terç del trobat al Sol.
Existeix una companya visual de magnitud +13,2 a 155 segons d'arc que pot constituir un sistema binari ampli amb Beta del Triangle Austral, o simplement ser una companya òptica.